# Rockin' Squat
Pour les articles homonymes, voir Cassel et Crochon.
 (mai 2016).
Si vous disposez d'ouvrages ou d'articles de référence ou si vous connaissez des sites web de qualité traitant du thème abordé ici, merci de compléter l'article en donnant les références utiles à sa vérifiabilité et en les liant à la section « Notes et références ».
Rockin' Squat, de son vrai nom Mathias Cassel, né le 7 septembre 1969 à Paris, est un rappeur, auteur, producteur et réalisateur français. Il est fondateur du groupe Assassin, et cofondateur du festival de film franco-brésilien Planeta Ginga.

## Biographie

### Jeunesse et débuts
Mathias Cassel est né en 1969 à Paris. Il est le fils du comédien Jean-Pierre Cassel et de Sabine Cassel-Lanfranchi, ancienne rédactrice en chef des pages gastronomiques du Elle américain. Il est issu d'une famille d'artistes : son frère est l'acteur Vincent Cassel et sa demi-sœur, l'actrice Cécile Cassel, aussi connue sous le nom d'HollySiz en tant que chanteuse. Durant son enfance, Mathias Cassel grandit entre la France et les États-Unis, baignant dans la culture hip-hop, il commence le rap à l'âge de 11 ans. Avant sa carrière de rappeur, il est un « taggeur » connu de la scène parisienne sous le nom de Squat et écrit des textes en parallèle.

### Assassin
En 1985, il fonde le groupe Assassin avec Solo. C'est le premier groupe de rap à donner un concert à l'Olympia en 1993.
De 1991 à 2004, les disques du groupe Assassin sont auto-produits et sortent sous le label Assassin Productions, premier label indépendant du rap français.

### Carrière solo

#### Années 2000
En 2004, plus de 15 ans après le début de sa carrière, Rockin' Squat publie son premier projet solo en son propre nom, le EP Libre vs. Démocratie Fasciste. En 2007, il publie son second EP, Too Hot for TV, et prépare un double album solo[source secondaire souhaitée]. Finalement, Rockin' Squat sort en l'espace de trois ans (de 2008 à 2010), non pas un double album mais une trilogie, intitulée Confessions d'un enfant du siècle. En 2009, il remonte sur scène avec Assassin (en compagnie de Profecy, Lyricson et DJ Duke), où il interprète ses titres solos et ceux du répertoire d'Assassin. Une tournée qui passe par l’Olympia à Paris, avec comme invités le multi-instrumentiste Cheick Tidiane Seck, et le retour de son coéquipier du début d'Assassin, Solo, pour trois titres. Une nouvelle tournée est effectuée en 2010.
La trilogie Confessions d'un enfant du siècle, dont la parution s'étale sur un peu plus de 24 mois (septembre 2008 à novembre 2010), sort après deux EP, Libre vs. démocratie fasciste et Too Hot for TV dont certains titres se retrouveront sur cette même trilogie[source secondaire souhaitée]. En particulier, le titre France à fric dont le clip est réalisé par Kim Chapiron[source secondaire souhaitée]. Le premier volume des Confessions d'un enfant du siècle est publié le 29 septembre 2008, ainsi que des clips. Dans la foulée, une tournée mondiale avec les autres membres d'Assassin s'effectue (Les Enfants du Siècle Tour). Le deuxième volume est publié le 27 avril 2009, accompagné des clips du single A luta continua réalisé par Josselin Mahot et du titre Le Pouvoir secret réalisé par Mohamed Mazouz et Slimane Aniss[pertinence contestée]. Le 1er mars 2010 sort le DVD live Assassin/Rockin'Squat - Olympia 2009[source secondaire souhaitée] auquel participent DJ Duke, Profecy, Lyricson, Cheick Tidiane Seck, et Solo (membre d'Assassin pour toujours dixit Rockin'Squat sur scène lors du concert, bien qu'il poursuive une carrière à part).

#### Années 2010
Le 8 novembre 2010 sort son troisième opus, accompagné des clips de Triste Paris, Shoota Babylone 2, Ombre de rue et Bon appétit.
De 2013 à 2015, il sort une nouvelle trilogie, trois compilations sous le titre Excuse My French, qui regroupent ses meilleurs featurings rap français (la dernière regroupe des artistes très différents : de L.I.M. à Seth Gueko en passant par Kickblast, et de Daddy Lord C au blues-man Cisco Herzhaft). Entre-temps, il crée le festival de film franco-brésilien Planeta Ginga Film Festival à Rio de Janeiro, au sein d'une favela. La première édition a lieu les 27 et 28 septembre 2014 à Cidade de Deus.
En 2016, il préface Obscure Époque, un livre de l'idéologue panafricain (controversé) Kémi Séba dont il est proche.
Il y écrit :
« Les hommes de pouvoir veulent nous voir nous opposer, c'est comme ça que leur contrôle perdure, les guerres sont leur terrain de jeux [...] L'homme de paix n'a pas sa place sur l'échiquier de la haine et de la manipulation, c'est pour ça que la lutte est avant tout humaine face à la politique des chiffres, du profit, de la spéculation, des dettes et des intérêts. Peu importe sa provenance culturelle, géographique, sociale ou religieuse, celui qui arrive à transcender sa condition et qui propose un discours humain pouvant être entendu par le plus grand nombre devient un phare qui éclaire vraiment ceux qui en ont besoin sans construire de frontière entre les civilisations… » ; « L'histoire a été écrite par les vainqueurs pour les vaincus… » ; « Personne ne remet en cause les pages officielles de l'histoire qui sont les piliers fondamentaux de nos sociétés. C'est un vrai travail de titan que de se dépolluer de leur endoctrinement. Ceux qui contrôlent sont aussi aux manettes de l’Éducation nationale, des médias mainstream, des réseaux de la grande distribution, de l’armée, des banques, de la médecine moderne ou de la recherche scientifique… ». 
En mai 2016, dans une émission d'OKLM Radio, l'artiste annonce la sortie du nouvel album pour début 2017. Un premier extrait, Le Prix, appuyé par un clip est livré au public le vendredi 8 juillet, Leïla Sy est à la réalisation et deux grands noms du rap français y apparaissent, Booba et Kery James, tous les deux remerciés physiquement par une poignée de main, et métaphoriquement par une rime, successivement. Un second morceau intitulé Millions de Vues est annoncé pour le 7 octobre, puis en vidéo-clip le 10 octobre. La thématique abordée de ce deuxième extrait est celle de la recherche de popularité sur internet, ou plus précisément du "buzz" sur les réseaux sociaux. Dévoilé le 25 octobre, le troisième extrait, intitulé 1re Pyramide, est également livré par un clip le 25 novembre 2016.

#### Années 2020
En 2020, Rockin' Squat change son nom en RCKNSQTet sort son quatrième album solo, intitulé 432Htz. L'album est enregistré à New York et mixé à Los Angeles, avec une équipe de musiciens reconnus dans l'industrie (travaillant avec Kendrick Lamar, Erykah Badu, Alicia Keys, ScHoolboy Q, SZA, etc.), co-produit avec Stéphane Green, ami de longue date de Rockin' Squat[pertinence contestée].
Ce projet a été pensé et conçu en accordant tous les instruments sur la supposée « fréquence naturelle de la terre » : le « La » du 432 Hertz (à noter que cette théorie d'une fréquence « fréquence naturelle de la terre » est un mythe, ne repose sur aucune base scientifique sérieuse, et donne lieu à un certain nombre de théories à caractère conspirationniste) ,.
Selon l'artiste : « J’ai décidé d’enregistrer mon album sur cette fréquence parce que je suis revenu au diapason de Verdi, en 432Hz, une fréquence naturelle, celle de la Terre, qui permet d’être en harmonie avec le son. Une note accordée en 432Hz a douze harmoniques, c’est son spectre. En 440, elle n’en a plus que huit et forcément, elle est plus rétractée, elle touche moins. Concrètement, je trouve que l’enregistrement en 432 s’est déroulé dans un climat beaucoup plus apaisé que d’habitude. La vie est fréquence, qu'on le veuille ou non, et j’ai l’impression que celle-ci a une vraie incidence sur la chimie de nos corps. »
En 2021, l'artiste sort l'EP Prison Planet suivi de PP+ en 2022, où l'on retrouve[style à revoir] notamment un duo avec Doc Gynéco sur le morceau Retweet, avec qui il a déjà collaboré à la fin des années 1990.

## Textes, controverses et théories du complot

### Thématiques abordées
Cette section ne s'appuie pas, ou pas assez, sur des sources secondaires ou tertiaires indépendantes du sujet. Le texte peut contenir des analyses inexactes ou inédites de sources primaires.
Pour l'améliorer, ajoutez-en, ou placez des modèles {{Source secondaire souhaitée}} ou {{Source secondaire nécessaire}} sur les passages mal sourcés. (janvier 2025)
Il se revendique, à l'instar d'autres rappeurs (comme Chuck D ou KRS-One dont il se réclame), d'un hip-hop positif et combatif, lié à l'« émancipation des masses » par la connaissance, la réflexion, le partage et l'amour. Il traite souvent dans ces textes de problèmes politiques et sociaux. Ainsi, à travers le groupe Assassin et en solo, Rockin' Squat s'est déjà exprimé sur de nombreux sujets divers et variés, comme l'environnement (L'écologie : sauvons la planète !, Le futur que nous réserve-t-il ?, Témoin de mon temps, La lutte du siècle, Bon appétit), l'éducation (l'éducation à travers les médias, Wake Up, Le savoir est une arme, Key of Life), le racisme (Peur d'une race, La peur du métissage, Autre dimension), la liberté (Entre dans la classe, Écrire contre l'oubli, Touche d'espoir, Libre, A Luta Continua), l'amour (La flamme s'éteint, Au fond de mon cœur, Plus d'amour, Ils ne veulent pas aimer, Aimer sans posséder), le droit des femmes (L'objet, L'entrave à nos jouissances), l'esclavage moderne (Esclave 2000), la musique (Clef de sol, Près des notes) ou la conspiration mondiale (Démocratie fasciste article 1/2/3/4/5, Quand ce sera la guerre, Illuminazi 666, Le pouvoir secret). Mais également la Françafrique (France à fric, Ba mana, On n'a pas de pétrole), la guerre de l'eau (La lutte du siècle), l'histoire des indiens d'Amérique ignorée (Amaru ka), la géopolitique entre le nord et le sud (Guerre Nord-Sud, America sem norte), la prostitution (Ombre de rue), l'alimentation (Bon Appétit)...

### Conspirationisme
Depuis 2004, avec les morceaux Démocratie Fasciste et L'évidence (démocratie fasciste article 2) mais aussi surtout 2007, avec le morceau Illuminazi 666 , il développe des thèses assimilables à des Théories du complot. Dans le morceau Illuminazi 666, il parle d'une conspiration mondiale, d'une oligarchie secrète qui contrôlerait le monde et l'histoire. Il affirme que « toutes les guerres sont voulues et financées » et cite des noms de sociétés secrètes (le 33e degré, Skull & Bones, le groupe OTO, le concile des treize, le club de Rome, etc.) qui porteraient un culte secret à l'occulte et dans lesquels plusieurs personnalités seraient impliquées. Il cite également les noms de riches et puissantes familles (MacDonald, Dupont, Rockefeller, Duke, Astor, Dorrance), les accusant de contrôler le « New World Order » (Nouvel Ordre Mondial en français)[source secondaire souhaitée].
En 2009, dans sa chanson Le Pouvoir secret, il affirme que la famille royale d'Angleterre n'est pas anglaise (bien qu'elle le soit) et reprend des propos des thèses complotistes et antisémites de Lyndon LaRouche en soutenant qu'elle détiendrait un pouvoir occulte et serait à la tête d'un trafic mondial d'opium. Il cite le livre Symphonie en rouge majeur traduit en 1952 par le franquiste espagnol Mauricio Karl et questionne l'auditeur, suggérant l'implication d'une autre famille, la famille Rothschild, en se demandant « Rothschild est-elle la famille qui a financé la nazisme ? Qui a créé le communisme et qui gère le capitalisme ? » ; il parle de « police internationale des Illuminatis » à propos de l'ONU et de l'OTAN.
Dans différentes interviews, en solo ou avec le groupe Assassin, il explique que son discours, ses prises de positions, ce qu'il représente, lui vaut souvent d'être stéréotypé, censuré ou même « black-listé » (sur liste noire, interdit) par les grands médias.
En 2016, il signe la préface de l'ouvrage Obscure époque du conférencier panafricain Kémi Seba, Ex-leader de la Tribu Ka, plusieurs fois condamné pour antisémitisme.
Les sites web StreetPress, la revue Diogène, ou encore Conspiracy Watch expliquent dans leurs articles pourquoi le rappeur, proche d'artistes antisémites ou conspirationnistes, peut être considéré comme complotiste.
Pour Rockin' Squat, Illuminati (rebaptisé Illuminazi pour l'un de ses morceaux) est un terme générique pour désigner les dominants, les puissants, l'élite, ceux qui d'après lui contrôleraient le monde.

### L'affaire duGrand Journal
En 2008, à l'occasion de la promotion du film L'Instinct de mort avec son frère Vincent Cassel, Rockin' Squat fait une apparition dans Le Grand Journal, l'émission de Canal+. Il interprète France à fric et non pas Enfant de la balle, la chanson initialement prévue, ce qui lui valut l'annulation de passages télé aux émissions Taratata et Ce soir ou jamais, d'après ses dires.
Il y fait référence dans son titre Disque de Lumière : « On ne m’invite plus à la TV depuis que Denisot, a pris la banane du siècle, donc tous ses collabos, se sont donné le mot, en France il n'y en a qu'un, qu'on achètera pas à coup de dollars américains, je suis l'Assassin, à ne pas confondre avec le rap français, ma musique te rentre dans l'boule sans nationalité ! ». En 2014, il s'est de nouveau expliqué sur le sujet, dans une émission, sur radio FPP (Fréquence Paris Plurielle). Dans une vidéo disponible sur le Web, Rockin' Squat revient sur son attentat télévisuel à Canal+ en 2008.

### Une distribution compromise
Lors du concert au Nouveau Casino à Paris, Rockin' Squat avertit son public qu'il a des problèmes avec l'industrie du disque, Universal et Warner en particulier, qui refuseraient de distribuer ses prochains albums, de même que ceux du groupe Assassin, bloquant selon lui, son accès à 65 % du marché ; un procès aurait eu lieu pour traiter ce dilemme.

## Discographie

### Albums Assassin
- De 1989 à 2011 : Toute la discographie d'Assassin

### DVD
- 2010 : Assassin / Rockin' Squat Olympia 2009

### Vidéographie
- 1991 : Esclave de votre société réalisé par François Bergeron & Assassin
- 1992 : L'Écologie : Sauvons la Planète réalisé par Stephen Kroniger & Assassin
- 1995 : L'Odyssée suit son cours réalisé par Olivier Megaton
- 1996 : Shoota Babylone Remix réalisé par Mathias Cassel
- 1997 : Undaground Connexion réalisé par Tom Decay Kan
- 2000 : Touche d'espoir réalisé par Jan Kounen
- 2001 : Sérieux dans Nos Affaires réalisé par Marc-Aurèle Vecchione
- 2004 : La vérité de nos actes avec Rost réalisé par Dihn
- 2004 : Libre réalisé par Rockin' Squat & Deck 2
- 2007 : France à Fric réalisé par Kim Chapiron
- 2008 : Enfant de la Balle réalisé par Josselin Mahot
- 2009 : A Luta Continua (Le Film) réalisé par Josselin Mahot
- 2009 : A Luta Continua (Le Clip) réalisé par Josselin Mahot
- 2009 : Aimer sans Posséder réalisé par Josselin Mahot
- 2010 : Le Pouvoir Secret réalisé par Mohamed « Hitekk » Mazouz & Slimane Aniss
- 2010 : Black Rio réalisé par John Duke
- 2010 : Instoppable réalisé par John Duke & Mathias Cassel
- 2010 : Triste Paris réalisé par Julien Carlier
- 2011 : Shoota Babylone 2 réalisé par Mohamed « Hitekk » Mazouz
- 2011 : Ombre de Rue réalisé par Mathias Cassel & Le Wise
- 2011 : I'm Not Hollywood réalisé par John Duke
- 2011 : Disque de Lumière réalisé par Mathias Cassel & Mohamed « Hitekk » Mazouz
- 2011 : Madame la Juge Remix avec Mengä Stone
- 2011 : Flashback Periguso Remix avec Grodash, Youssoupha & Elegant
- 2012 : Born Ready réalisé par Mathias Cassel & YKO
- 2012 : Laisse-les réalisé par Rabú Gonzales
- 2012 : Bon Appétit réalisé par Pierre Taranzano & Cyril Romano
- 2013 : Le Temps & L'Instant réalisé par Rabú Gonzales
- 2013 : Intestable réalisé par John Duke & Mathias Cassel
- 2014 : Les Mc's Sont Des Robots avec Kickblast
- 2016 : Kingdom of Ashes avec Patko
- 2016 : Le Prix réalisé par Leila Sy
- 2016 : Millions de Vues réalisé par James Digger
- 2016 : 1re Pyramide réalisé par Kratz produit par Wink Studio (Rockin' Squat / James Digger) D.R.
- 2017 : S.A.L. réalisé par Sylvain Tardivaux aka Sly
- 2020 : Verlaine réalisé par Air.Mow
- 2020 : Vocab réalisé par Sylvain Tardivaux aka Sly
- 2020 : Mieux Vivre réalisé par Thiounn
- 2020 : Rap de mon Âge réalisé par Skud
- 2020 : Fondation réalisé par Carolina Gonzales
- 2020 : NY Network réalisé par Sacha Arethura
- 2021 : PP réalisé par Sacha Arethura
- 2021 : Big Pharma réalisé par Skud
- 2021 : Esclave 2021 réalisé par Mathias Cassel
- 2021 : Le Revers de la Médaille (ft. Akhenaton) réalisé par Sacha Arethura
- 2022 : Monde Meilleur (ft. Robin) réalisé par Sacha Arethura

### Featurings
- 1991 : « Freestyle » avec NTM
- 1996 : « Undaground Connexion » avec Supernatural
- 1996 : « Bienvenue dans le traquenard » avec Prodige Namor / Kabal, Def Bond, Faf Larage, Boss One etc.
- 1996 : « Don't break me down » avec Sens Unik
- 1996 : « Mort de peine » avec Kabal
- 1997 : « La tête haute » avec D. Abuz System
- 1997 : « Mic smokin' » avec Starflam / ménage à 3 / Kabal / CNN
- 1997 : « Pas de compte a rendre » avec Les disciples / Air 1
- 1998 : « Appel d'air » avec Pyroman et Neda
- 1998 : « Dangereuses liaisons » avec Doc Gyneco / Calbo (Arsenik)
- 1998 : « Le cercle des poètes engagés » avec Kabal
- 1998 : « Mission » avec Prodige Namor
- 1998 : « Nouvelle expérience » avec Aktivist / Jallal
- 1998 : « Par temps de pénurie » avec Radicalkicker / Pyroman et Neda / Profecy / Starflam
- 1998 : « Prisonnier de L'étau » avec Pyroman & Neda
- 1998 : « Propos sur le pouvoir » avec NAP / Radicalkicker
- 1999 : « Assaut lyrical » avec Def Bond / Mr.R / Faf larage
- 1999 : « Dernier round » avec La Caution / Pyroman
- 1999 : « Jet lag » avec Widow P / Pyroman
- 1999 : « Déception » avec Boss Phobie
- 1999 : « Micro organic » avec Tema
- 2000 : « Sombre poésie » avec Profecy
- 2000 : « Traitres et vampires » avec Profecy
- 2001 : « Tu veux savoir » avec Mr R, Rocca / Profecy / Ritmo / Regz / Etyr-tu / Acid / Agent X
- 2002 : « Exército de um homem só » avec Z'Africa Brasil
- 2002 : « L'art de la guerre» avec Da Hypnotik
- 2002 : « Origens » avec Z'Africa Brasil / Pyroman / Taïro
- 2003 : « Kick ta merde 2 » avec Profecy
- 2004 : « Drop the bomb » avec EL-P
- 2004 : « La vérité de nos actes » avec Rost
- 2004 : « Underground fighting » avec Da Hypnotik
- 2005 : « Bavure » avec Samat
- 2005 : « Grand passage » avec DJ Phantom / Taïro
- 2005 : « L'underground déprime » avec Larsen
- 2005 : « La colère des justes » avec Marshall DJ
- 2005 : « 1 260 jours » avec Alibi Montana
- 2005 : « Our philosophy » avec KRS One / Monsieur R
- 2005 : « Paix » avec Aktivist / Dee Nasty
- 2005 : « Touche d'espoir » avec K.Ommando Toxik / Moussa / Stereoneg)
- 2006 : Verdade E traumatismo (avec Pyroman / Z'Africa Brasil)
- 2006 : Planeta Terra e meu pais (avec Pyroman / Z'Africa Brasil)
- 2006 : Vai Doe (avec Z'Africa Brasil)
- 2007 : Days are Longer (avec Akhenaton)
- 2007 : On raconte (avec Ali Drey)
- 2007 : Planeta terra E meu pais (avec Z'Africa Brasil / Pyroman)
- 2007 : Vai doe (avec Z'Africa Brasil)
- 2008 : Too Hot for TV, burn version (avec Profecy)
- 2009 : Construire pour gagner (avec Profecy)
- 2010 : Cours (avec Cortège)
- 2010 : Made in Brasil (avec Suppa Fla)
- 2010 : Conexão Brasil França (avec Mr Catra & Sagrada Familia)
- 2010 : Ilé (avec Fafa Ruffino)
- 2011 : Flashback Periguso Remix avec Grodash / Youssoupha / Elegant[réf. nécessaire]
- 2011 : Mó Blindão avec Mr Catra & Sagrada Familia[réf. nécessaire]
- 2011 : Madame la Juge Remix avec Mengä Stone[réf. nécessaire]
- 2011 : Rockin' with the best (International Remix) avec Wildelux, Jay Poww, Bo Nasty, Just-Ice, Derek Strong & Mc Bee[réf. nécessaire]
- 2011 : La Ruée vers l'or (avec Daddy Lord C[réf. nécessaire])
- 2012 : L'Œil de lynx (avec La Bass-Kour)
- 2012 : Ghetto Soldjah (avec Mystik
- 2013 : Être et avoir (avec Grödash)
- 2013 : Cache, cache (avec Alibi Montana et LIM
- 2013 : Doggy Fresh (avec Kamel Box)
- 2013 : 40 Acres avec Ayenalem & Maïga)
- 2014 : Le bruit du silence (avec L'Uzine)
- 2014 : Bentonia Mississippi (avec Cisco Herzhaft)
- 2014 : L'iliade (Remix) (avec Prince Fellaga / Agallah)
- 2014 : Les MC's sont des robots (avec Kickblast)
- 2014 : E=MC2 (avec Mac Tyer & Seth Gueko)
- 2014 : Parte do meu Show (avec Don Capuccino)
- 2015 : Abus (avec Toxic 974)
- 2015 : Kingdom of Ashes (avec Patko)
- 2015 : La vérité dérange (avec Davodka)
- 2015 : Point de Suture (avec Hexaler & Scylla)
- 2015 : À côté de la plaque (feat. Fik's Niavo)
- 2019 : I'm a Blues Vet (avec Cisco Herzhaft)
- 2021 : Terre de feu (avec Maj Trafyk)
- 2021 : É Preciso Resistir (avec Inacio Rios & Zé Katimba)

### Inédits
- 2003 : Témoin de mon temps sur Liberté d'expression 2
- 2003 : Libre sur Interdit en radio
- 2003 : Hip-hop Cosmic (Inédit sur internet)
- 2005 : En direct de Paris (sur Ils attendent quoi de nous ? B.Ben Prod.)
- 2007 : Crack Game (sur Niroshima 3)
- 2008 : Les gangsters ne vivent pas longtemps (sur BO Mesrine)
- 2010 : Salut (Inédit sur internet)
- 2011 : Laisse-les (Inédit sur internet)
- 2011 : Même seul (Inédit sur internet)
- 2011 : Loin de leur Monde (Inédit sur internet)
- 2011 : Disque de Lumière (Inédit sur internet)
- 2011 : Ne me dis pas que tu l'aimes (Inédit sur internet)
- 2012 : Vécu (Inédit sur internet)
- 2013 : Teste pas l'Authentique sur Magic album, (hommage à DJ Mehdi)
- 2013 : Intestable (Inédit sur internet)
- 2016 : Le Prix (Inédit internet)
- 2016 : Millions de Vues (inédit sur internet)
- 2016 : 1re Pyramide (inédit sur internet)
- 2017 : S.A.L. (inédit sur internet)
- 2022 : KOLIK (inédit sur internet)[25]

## Ouvrages
- Obscure Époque, de Kemi Seba (Préface de Rockin' Squat)
- Chronique d'une Formule annoncée (Livin Astro / SDLB Publishing) sortie le 15 octobre 2019